# ArtEZ Art & Design Zwolle
Art & Design Zwolle is de meest recente naam van de kunstacademie te Zwolle. Het maakt deel uit van de ArtEZ  hogeschool voor de kunsten faculteit Art & Design, en is een hbo-opleiding met locaties in Arnhem, Enschede en Zwolle. ArtEZ leidt op voor beroepen waarin kunst, kennis en creativiteit centraal staan. 
Vroeger, voor de fusie van 2002 die geleid heeft tot de oprichting van ArtEZ hogeschool voor de kunsten, maakte de kunstacademie onder de naam van CABK of Christelijke Academie voor Beeldende Kunsten deel uit van Hogeschool voor de Kunsten Constantijn Huygens. In de winter van 2003/2004 is de academie verhuisd van Kampen, uit de voormalige Van Heutzkazerne, naar Zwolle, naar het voormalige Sophia-ziekenhuis.

## Onderwijs

### Bacheloropleidingen
ArtEZ Art & Design Zwolle kent de volgende vierjarige voltijdse hbo-studies:
- Autonome beeldende kunst of Fine Art, die opleidt tot zelfstandig beeldend kunstenaar, onderdeel van de bachelor Autonome beeldende kunst van ArtEZ Art & Design
- Docent Beeldende Kunst & Vormgeving, die opleidt tot 1e graads docent tekenen, of handvaardigheid, of CKV, onderdeel van de bachelor Docentopleiding Beeldende kunst van ArtEZ Art & Design.

De volgende opleidingseenheden vallen onder de bachelor Vormgeving van ArtEZ Art & Design:
- Stories & Design, met de volgende afstudeerrichtingen:
  - Grafisch Ontwerpen of Graphic Design, die opleidt tot grafisch ontwerper en webdesigner
  - Illustratie of Illustration Design, die opleidt tot illustrator en cartoonist
  - Animatie of Animation Design, die opleidt tot animator
  - Striptekenen of Comic Design, die opleidt tot schrijver/tekenaar van graphic novels en strips.
  - ArtEZ Architectuur Zwolle kent in het Sophia gebouw de vierjarige opleidingen:
    - Interieurarchitectuur, die opleidt tot interieurarchitect met recht zich in te schrijven in het Register Architectuur.
    - En organisatorisch vallend onder de afdeling Interieurarchitectuur de associate degree Interieurvormgeving, een tweejarige hbo-opleiding, die opleidt tot adviseur in het hogere woning- en inrichtingsegment.

### Overig onderwijsaanbod
Naast deze opleidingen kent ArtEZ Art & Design Zwolle de volgende onderwijsonderdelen:
- Een algemeen basis half jaar: een onderwijsprogramma dat voor elke student gedurende het eerste half jaar van zijn/haar studie gelijk is.
- Een interdisciplinair aanbod van onderwijsprojecten, georganiseerd door de afdelingen en door ArtEZ Studium Generale.
- Een door de theoriesectie gecoördineerd theorieprogramma dat dezelfde elementen bevat voor elke student.

## Voorzieningen

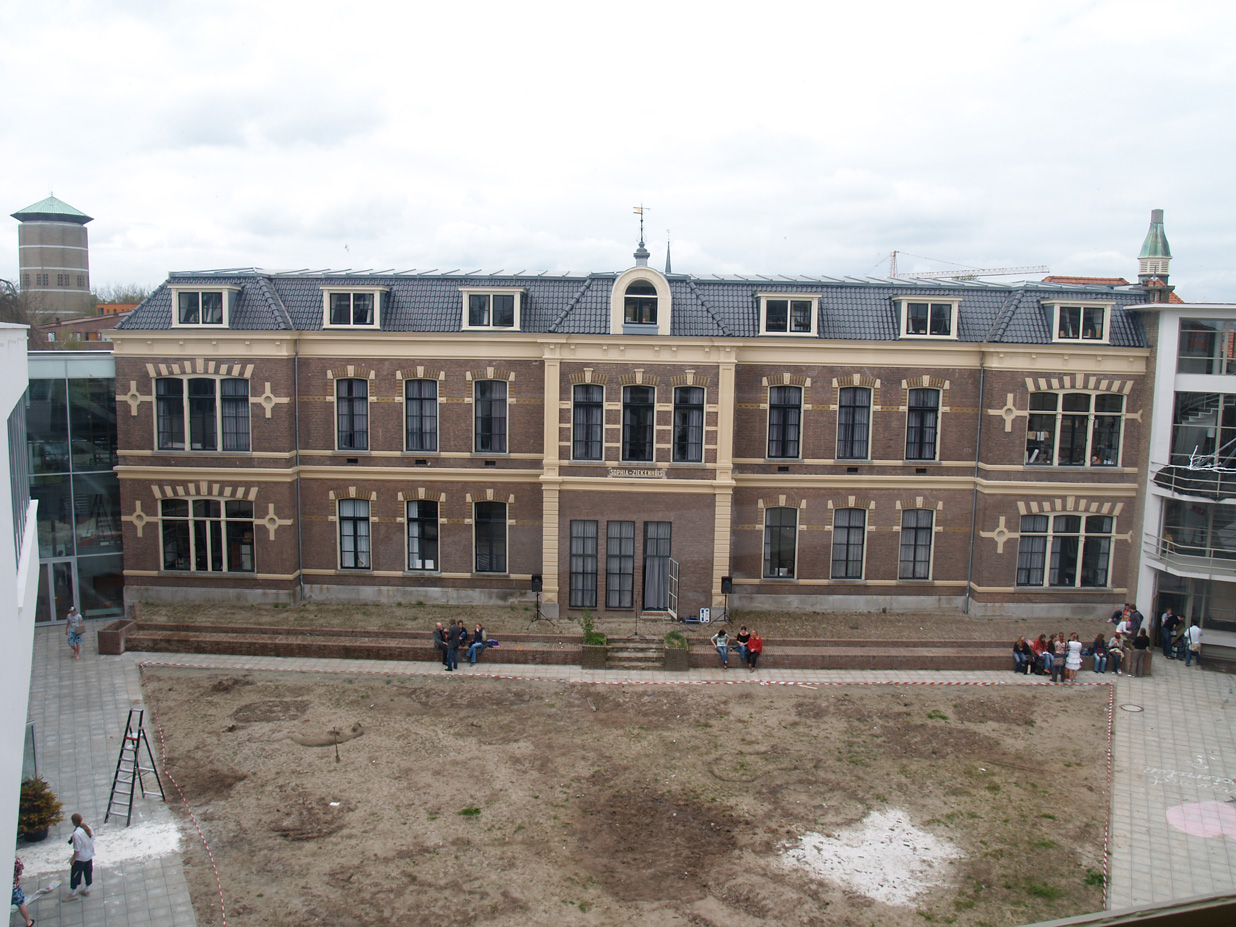
Het oude Sophiaziekenhuis als gebouwdeel 1 van de kunstacademie

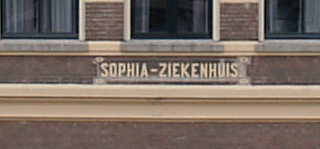
'sophia ziekenhuis' op de gevel van het gebouw

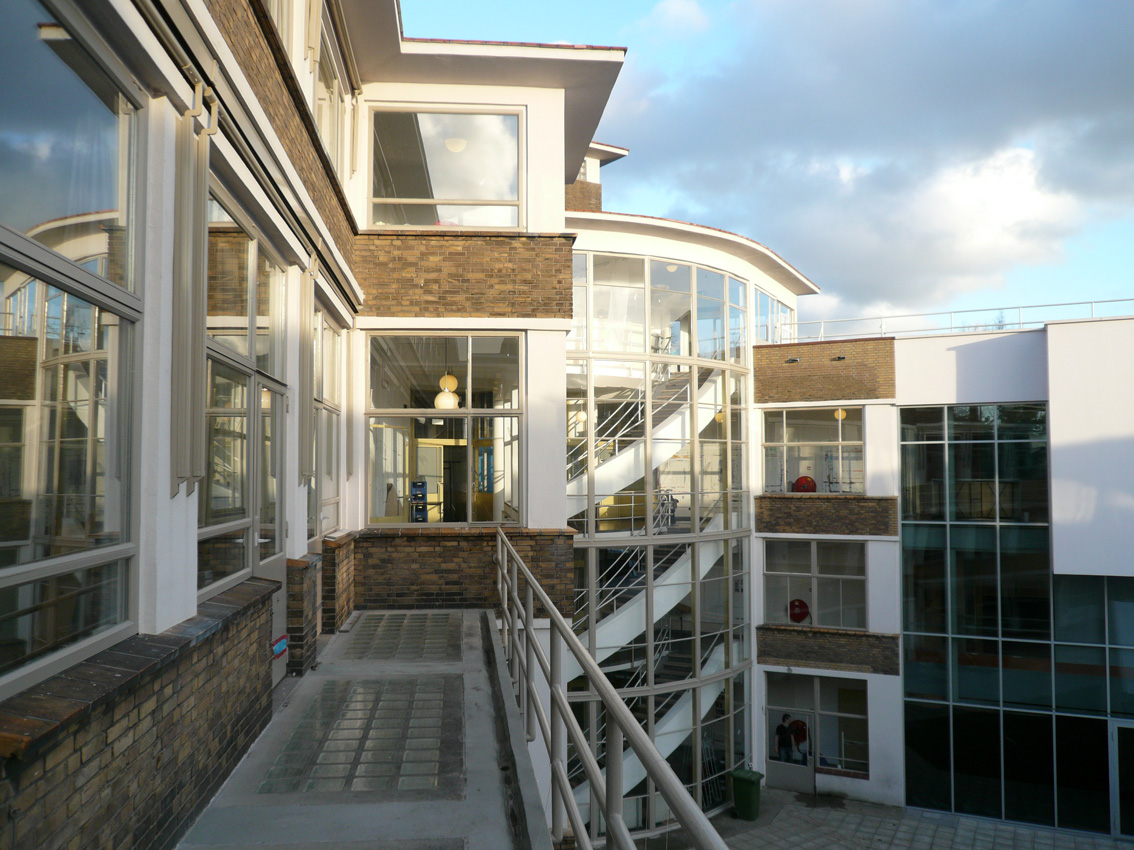
De Wiebengavleugel van de kunstacademie

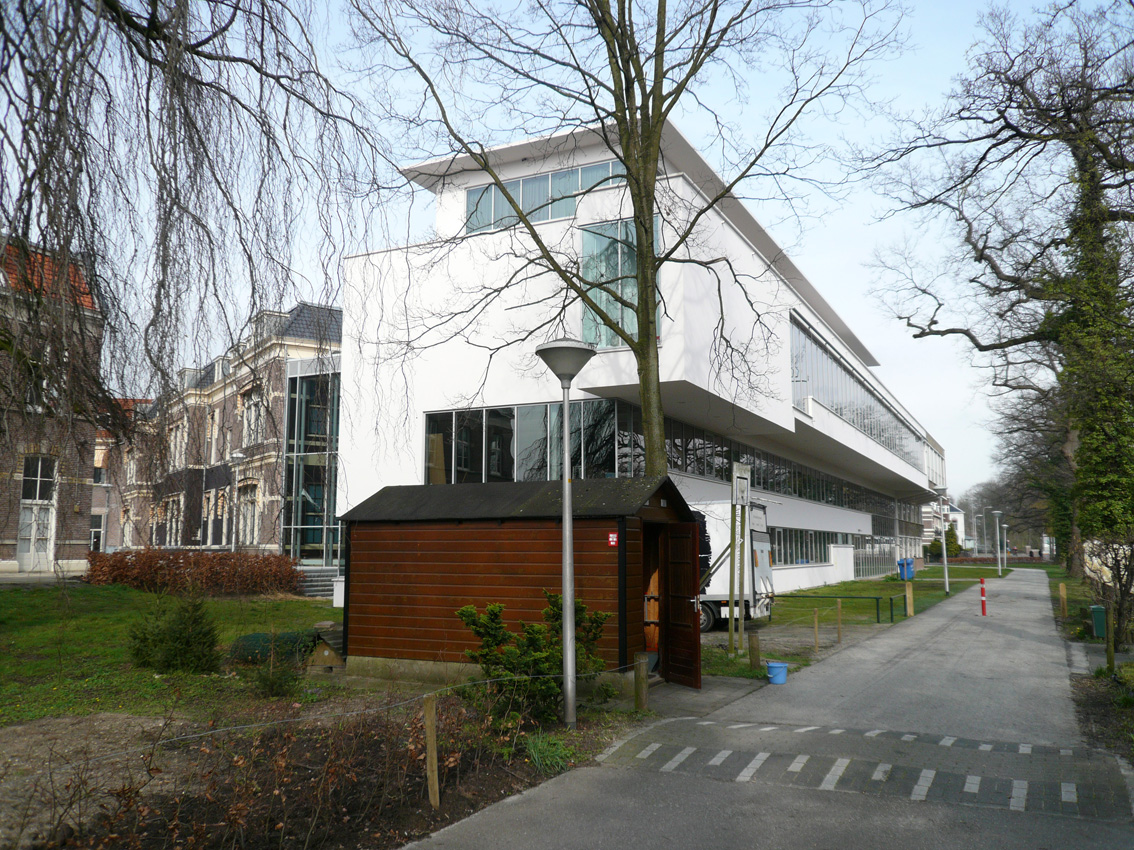
De Henketvleugel van de kunstacademie

### Gebouw
Deze opleidingen zijn gevestigd in het voormalige pand van het Sophia ziekenhuis (nu onderdeel van de Isala klinieken) van de gemeente Zwolle.

#### Gebouwdeel 1
Dit stadsziekenhuis is op 1 oktober 1884 geopend op de Bagijneweide, ten noordoosten van de stadsgracht. Het gebouw stond aan de rand van de toenmalige stad Zwolle en keek uit over de Nieuwe Vecht in de richting van Salland en de Kop van Overijssel. Het maakte samen met de Nieuwe Vecht en de Rhijnvis Feithlaan een gelijkbenige driehoek.
In de kunstacademie ArtEZ Art & Design Zwolle is dit gebouwdeel 1 geworden. Hierin is onder meer gevestigd: de werkplaatsen fotografie, audiovisueel en digitaal; de opleidingen Interieurarchitectuur en Interieurvormgeving; en Grafisch Ontwerpen.

#### Gebouwdeel 2
Tegen 1920 is dit ziekenhuis uitgebreid met een tweede vleugel: gebouwdeel 2, in een hoek van zo'n 120 graden met gebouwdeel 1 en evenwijdig aan de Rhijnvis Feithlaan gebouwd.
In de kunstacademie wordt dit deel onder meer gebruikt door de afdeling Autonome beeldende kunst en de ruimtelijke werkplaatsen: Hout, Metaal en Keramiek.

#### Gebouwdeel 3: de Wiebengavleugel
In 1934 en 1935 is er een derde vleugel aangebouwd, in het verlengde van gebouwdeel 2 langs de Rhijnvis Feithlaan. Deze laatste verbouwing gebeurde onder architect en directeur van Zwolse Gemeentewerken J.G. Wiebenga (1886-1974).
In de kunstacademie is deze vleugel onder meer gebruikt voor de werkplaats grafiek, de mediatheek, de (model-) tekenlokalen en de administratie.

#### Gebouwdeel 4: de Henketvleugel
Het architectenbureau van Hubert-Jan Henket, Henket en Partners, heeft de opdracht gekregen tot renovatie en verbouwing van het voormalige ziekenhuis tot kunstacademie, omdat zowel het oude Constantijn Huygens als het nieuwe ArtEZ van oordeel waren dat het culturele klimaat in Zwolle gunstiger zou zijn voor het kunstonderwijs dan het Kamper culturele klimaat. Henket heeft niet alleen het bestaande pand geschikt gemaakt voor de komst van de kunstacademie in de winter van 2003/2004, maar heeft er ook een nieuwe vleugel aan laten bouwen, evenwijdig aan de Nieuwe Vecht, dat de grens vormt tussen de wijk Wipstrik en de Bagijneweide.
In deze vleugel zit onder meer de kantine en de opleiding Docent Beeldende Kunst & Vormgeving.

### Docenten en Assistenten
Docenten zijn altijd alleen op parttime basis aangesteld en hebben in principe naast hun docentschap een broodwinning op het brede terrein van de creatieve industrie in engere zin.

### Werkplaatsen
De studenten kunnen in hun onderwijs gebruikmaken van de volgende werkplaatsen:
- Werkplaats hout
- Werkplaats metaal, inclusief een lasafdeling
- Werkplaats autonoom, inclusief de ovens van de werkplaats keramiek
- Werkplaats audiovisueel, waarin montagestudio's, green screen, en AVID bewerkingssoftware
- Werkplaats digitaal, met PC's en vooral veel Apple computers
- Werkplaats fotografie (sinds 2005 geen analoge fotografie meer, slechts digitale voorzieningen)
- Werkplaats grafiek, waarin naast de manuele technieken (zeefdruk, lithografie, etsen, papierscheppen, boekbinden e.d.) ook pre-press faciliteiten staan.

## Bekende alumni
- Florentijn Hofman
- Rob Voerman
- Robert Zandvliet
- Anneke Wilbrink
- Nelle Boer